# Cephalodasys hadrosomus
Cephalodasys hadrosomus är en djurart som tillhör fylumet bukhårsdjur, och som beskrevs av Hummon, Todaro och Ezio Tongiorgi 1993. Cephalodasys hadrosomus ingår i släktet Cephalodasys och familjen Lepidodasyidae. Inga underarter finns listade i Catalogue of Life.